# Indium(II)-selenid
Indium(II)-selenid (InSe) ist eine chemische Verbindung von Indium und Selen, ein sogenannter III-VI-Halbleiter. Zu unterscheiden von InSe sind  In2Se3, In4Se3 und In6Se7.

## Gewinnung und Darstellung
Der Stoff kann durch Reaktion von Indium mit Selen gewonnen werden.
{\displaystyle \mathrm {In+Se\longrightarrow InSe} }

## Eigenschaften
Indium(II)-selenid ist ein schwarzer, matt fettglänzender, leicht zerreibbarer Feststoff. Es ist polymorph. β-InSe kristallisiert in der Raumgruppe P63/mmc (Raumgruppen-Nr. 194), ε-InSe in der Raumgruppe P6m2 (Nr. 187) und γ-InSe in der Raumgruppe R3m (Nr. 160). Es wird auch ein Polymorph in der Raumgruppe P6322 (Nr. 182) beschrieben. Die dominierende Phase ist die γ-Form. Die Gitterparameter der γ-Form betragen a = 4,002 Å und c = 24,95 Å. Die Struktur besteht aus In24+-Kationen, die durch überbrückende Selenatome an benachbarte Kationen gebunden sind, so dass eine Schichtstruktur resultiert. Aus dem schichtförmigen Aufbau ergeben sich zwei Bandübergänge, ein indirekter Bandübergang mit einer Bandabstandsenergie von ca. 1,2 eV und ein direkter Bandübergang mit ca. 2,4 eV.